# Ringling
Ringling è un comune degli Stati Uniti d'America, situato nello Stato dell'Oklahoma, nella contea di Jefferson. Prende il nome da John Ringling, fondatore del Ringling Brothers Circus.